# Both Sides of an Evening
Both Sides of an Evening è il quinto album in studio del duo musicale statunitense The Everly Brothers, pubblicato nel 1961.

## Tracce
Side 1 (For Dancing)
1. My Mammy (Walter Donaldson, Joe Young, Sam M. Lewis) – 2:15
2. Muskrat (Merle Travis, Tex Ann, Harold Hensley) – 2:18
3. My Gal Sal (Paul Dressor) – 2:50
4. Grandfather's Clock (Henry Clay Work) – 2:22
5. Bully of the Town (adat. Ike Everly) – 2:01
6. Chlo-e (Neil Moret, Gus Kahn) – 2:05
7. Mention My Name in Sheboygan (Bob Hilliard, Dick Sanford, Samuel Mysels) – 1:51

Side 2 (For Dreaming)
1. Hi-Lili, Hi-Lo (Tim Kapper, Helen Deutsch) – 1:44
2. The Wayward Wind (Herb Newman, Stanley Lebowsky) – 2:26
3. Don't Blame Me (Jimmy McHugh, Dorothy Fields) – 3:26
4. Now Is the Hour (trad.) – 2:39
5. Little Old Lady (Hoagy Carmichael, Stanley Adams) – 2:24
6. When I Grow Too Old to Dream (Sigmund Romberg, Oscar Hammerstein II) – 2:30
7. Love Is Where You Find It (Nacio Herb Brown, Earl Brent) – 1:48

## Formazione
- Don Everly – chitarra, voce
- Phil Everly – chitarra, voce
- Chet Atkins – chitarra
- Harold Bradley – chitarra
- Hank Garland – chitarra
- Ray Edenton - chitarra
- Sammy Pruett - chitarra
- Walter Haynes – steel guitar
- Lightnin' Chance – basso
- Marvin Hughes – piano
- Buddy Harman – batteria
- Lou Busch – percussioni, tamburello, campanaccio